# Кожухово (сільське поселення село Радгосп Чкаловський)
Кожухово (рос. Кожухово) — присілок в Дзержинському районі Калузької області Російської Федерації.
Населення становить 301 особу. Входить до складу муніципального утворення Село Радгосп Чкаловський.

## Історія
Від 2004 року входить до складу муніципального утворення Село Радгосп Чкаловський.

## Населення
| 2002 | 2010 |
| ---- | ---- |
| 300  | ↗301 |